# Hey Brother
| Đánh giá chuyên môn | Đánh giá chuyên môn |
| Nguồn đánh giá      | Nguồn đánh giá      |
| Nguồn               | Đánh giá            |
| ------------------- | ------------------- |
| Digital Spy         | [ 2 ]               |

"Hey Brother" là một bài hát nhạc dance của DJ và nhà sản xuất thu âm người Thụy Điển Avicii từ album phòng thu đầu tay của anh, True (2013). Ca sĩ nhạc bluegrass người Mỹ Dan Tyminski là người thể hiện giọng ca cho bài hát. Bài hát được sáng tác bởi Avicii, Ash Pournouri, Salem Al Fakir, Vincent Pontare và Veronica Maggio. Avicii muốn gửi những lời nhắn nhủ tới người anh trai của mình qua "Hey Brother".
Bài hát là đĩa đơn thứ ba từ album, và đã được xuất hiện trên sóng phát thanh Úc vào ngày 9 tháng 10 năm 2013 và sau đó được phát hành vào ngày 28 tháng 10 năm 2013 tại Đức, Thụy Sỹ và Áo. Vào tháng 3 năm 2014, một phiên bản phối lại do chính Avicii thực hiện được phát hành trong album phối lại của anh là True (Avicii by Avicii), lần này được thể hiện qua giọng ca của ca sĩ Salem Al Fakir. Bài hát được viết theo âm sol thứ, với nhịp điệu 125 BPM.

## Video lời bài hát
Vào ngày 1 tháng 11 năm 2013, video lời bài hát cho "Hey Brother" được phát hành trên YouTube qua kênh AviciiOfficialVEVO. Video gồm nhiều thước phim ngắn quay lại những hoạt động bình thường của con người như chơi bóng rổ, cảnh ca sĩ Aundrea Fimbres ăn sôcôla và ôliu, cảnh bỏng ngô nổ, và cảnh chơi ném bóng tuyết, tất cả đều được áp dụng hiệu ứng slow motion và đi kèm hoạt họa phần lời bài hát.

## Video âm nhạc
Video âm nhạc chính thức, đạo diễn bởi Jesse Sternbaum , và giám đốc sản xuất Craig Bernard, được phát hành ngày 9 tháng 12 năm 2013. Video là câu chuyện kể về hai người anh em lớn lên ở nước Mỹ thời chiến. Trong đoạn video còn xen kẽ một vài hình ảnh và thước phim ngắn về Chiến tranh Việt Nam. Ở phần kết, nhân vật người em đã coi anh trai của mình (đã hi sinh trong Chiến tranh Việt Nam) như người cha mà cậu chưa từng có. Nhân vật người anh được thủ vai bởi Zach Voss và Jack Estes đảm nhận vai người em. Kết thúc video là cảnh Avicii bước qua làn cỏ giữa những con đom đóm bay quanh.
Video âm nhạc cho phiên bản Avicii by Avicii cũng đã được phát hành ngày 9 tháng 4 năm 2014 trên trang VEVO của Avicii. Video được đạo diễn bởi Nick Fung và Nate Olson và xuất hiện các đoạn trích từ web series Bravest Warriors của Cartoon Hangover. Video là một phần của "Channel 4" Lưu trữ ngày 18 tháng 4 năm 2014 tại Wayback Machine, một dự án của Avicii kêu gọi các nhà làm phim và họa sĩ hoạt hình trên YouTube sản xuất các video âm nhạc cho các bài hát từ album True (Avicii by Avicii) của anh, trong đó có Joe Penna, Keshen8, và YoMama, cùng với Cartoon Hangover.

## Danh sách bài hát
- Đĩa đơn CD[6]

1. "Hey Brother" (radio edit) – 4:14
2. "Hey Brother" (instrumental) – 4:14

- Tải kỹ thuật số — remixes[10]

1. "Hey Brother" (Syn Cole remix) – 5:00
2. "Hey Brother" (extended version) – 5:30

- True (Avicii by Avicii)[11]

1. "Hey Brother (Avicii by Avicii)" – 6:09

## Thành công thương mại
Tại Anh Quốc, sau khi liên tiếp tăng vị trí trong vài tuần, "Hey Brother" đạt cao nhất vị trí thứ hai trên bảng xếp hạng UK Singles Chart vào ngày 15 tháng 12 năm 2013 ― tuần ngày 21 tháng 12 năm 2013 ― với vị trí thứ nhất thuộc về bản cover của Lily Allen bài hát "Somewhere Only We Know". Bài hát rốt cục lọt vào top 40 trong 22 tuần ― trong đó 10 tuần lọt vào top 10. Ngoài ra, "Hey Brother" còn đạt cao nhất vị trí đầu bảng xếp hạng UK Dance Chart. Cùng với "I Could Be the One", "Wake Me Up" và "You Make Me", Avicii đã đứng đầu bảng xếp hạng UK Dance Chart bốn lần chỉ riêng trong năm 2013. Bài hát giữ được vị trí này trong 6 tuần trước khi nhường chỗ cho "Rather Be" của Clean Bandit hợp tác cùng Jess Glynne.
Tại Hoa Kỳ, bài hát lọt vào bảng xếp hạng Billboard Hot 100 tại vị trí thứ 77 vào tháng 12 năm 2013. Vị trí xếp hạng sau đó tiếp tục tăng và bài hát đã leo tới vị trí thứ 16 vào tháng 3 năm 2014, và đạt tổng doanh thu 1 triệu bản trong tuần đó. Sau khi Clear Channel nhận thấy thành công của bài hát trên sóng pop và adult pop radio, họ đã nhờ Island Def Jam làm một bản phối lại làm nổi hơn phần nhạc của bài hát. Nhờ có bản phối lại này mà "Hey Brother" đã lọt vào bảng xếp hạng Billboard's Country Airplay, đạt cao nhất vị trí thứ 59 vào tháng 3 năm 2014. Bài hát trở thành bài hát cuối cùng của Avicii lọt vào top 40 trước khi anh qua đời vào năm 2018.

## Xếp hạng và chứng nhận
| Bảng xếp hạng (2013–14)                                | Vị trí cao nhất |
| ------------------------------------------------------ | --------------- |
| Úc (ARIA)                                              | 2               |
| Áo (Ö3 Austria Top 40)                                 | 1               |
| Bỉ (Ultratop 50 Flanders)                              | 3               |
| Bỉ Dance (Ultratop Flanders)                           | 3               |
| Bỉ (Ultratop 50 Wallonia)                              | 1               |
| Bỉ Dance (Ultratop Wallonia)                           | 1               |
| Brazil (Billboard Brasil Hot 100)                      | 1               |
| Brazil Hot Pop Songs (Billboard Brasil)                | 1               |
| Canada (Canadian Hot 100)                              | 10              |
| LỖI: PHẢI CUNG CẤP year CHO BẢNG XẾP HẠNG Cộng hòa Séc | 1               |
| Cộng hòa Séc (Singles Digitál Top 100)                 | 14              |
| Đan Mạch (Tracklisten)                                 | 2               |
| Phần Lan (Suomen virallinen lista)                     | 1               |
| Pháp (SNEP)                                            | 1               |
| Đức (GfK)                                              | 1               |
| Hungary (Rádiós Top 40)                                | 1               |
| Hungary (Single Top 40)                                | 1               |
| Hungary (Dance Top 40)                                 | 1               |
| Ireland (IRMA)                                         | 2               |
| Ý (FIMI)                                               | 3               |
| Ý (Dance Club Chart Top 50)                            | 1               |
| Hà Lan (Dutch Top 40)                                  | 1               |
| Hà Lan (Single Top 100)                                | 2               |
| Hà Lan (Mega Dance Top 30)                             | 1               |
| New Zealand (Recorded Music NZ)                        | 4               |
| Na Uy (VG-lista)                                       | 1               |
| Ba Lan (Polish Airplay Top 100)                        | 1               |
| Ba Lan (Dance Top 50)                                  | 6               |
| Romania (Romanian Top 100)                             | 3               |
| Scotland (OCC)                                         | 1               |
| Slovakia (Rádio Top 100)                               | 1               |
| Slovakia (Singles Digitál Top 100)                     | 24              |
| Slovenia (SloTop50)                                    | 1               |
| Nam Phi (EMA)                                          | 2               |
| Tây Ban Nha (PROMUSICAE)                               | 1               |
| Thụy Điển (Sverigetopplistan)                          | 1               |
| Thụy Sĩ (Schweizer Hitparade)                          | 1               |
| Ukraine (FDR Dance Top 20)                             | 1               |
| Anh Quốc (OCC)                                         | 2               |
| Anh Quốc Dance (OCC)                                   | 1               |
| Hoa Kỳ Billboard Hot 100                               | 16              |
| Hoa Kỳ Adult Pop Airplay (Billboard)                   | 19              |
| Hoa Kỳ Country Airplay (Billboard)                     | 59              |
| Hoa Kỳ Dance Club Songs (Billboard)                    | 1               |
| Hoa Kỳ Hot Dance/Electronic Songs (Billboard)          | 1               |
| Hoa Kỳ Pop Airplay (Billboard)                         | 10              |
| Hoa Kỳ Rock Airplay (Billboard)                        | 27              |

| Bảng xếp hạng (2013)                       | Vị trí |
| ------------------------------------------ | ------ |
| Úc (ARIA)                                  | 28     |
| Úc Dance (ARIA)                            | 4      |
| Áo (Ö3 Austria Top 40)                     | 24     |
| Bỉ (Ultratop 50 Flanders)                  | 86     |
| Bỉ Dance (Ultratop Flanders)               | 67     |
| Bỉ Dance (Ultratop Wallonia)               | 73     |
| Đức (Media Control AG)                     | 18     |
| Hungarian Airplay Chart                    | 49     |
| Ireland (IRMA)                             | 15     |
| Hà Lan (Mega Single Top 100)               | 25     |
| Hà Lan Dance (Mega Dance Top 50)           | 6      |
| Slovenia (SloTop50)                        | 47     |
| Thụy Điển (Sverigetopplistan)              | 8      |
| Anh Quốc Singles (Official Charts Company) | 82     |
| Hoa Kỳ Dance/Electronic Songs (Billboard)  | 50     |

| Bảng xếp hạng (2014)                       | Vị trí |
| ------------------------------------------ | ------ |
| Úc (ARIA)                                  | 79     |
| Úc Dance (ARIA)                            | 14     |
| Áo (Ö3 Austria Top 40)                     | 49     |
| Bỉ (Ultratop 50 Flanders)                  | 23     |
| Bỉ Dance (Ultratop Flanders)               | 39     |
| Bỉ (Ultratop 50 Wallonia)                  | 17     |
| Bỉ Dance (Ultratop Wallonia)               | 20     |
| Canada (Canadian Hot 100)                  | 25     |
| Đan Mạch (Tracklisten)                     | 50     |
| Đức (Official German Charts)               | 60     |
| Ý (FIMI)                                   | 16     |
| Hà Lan (Mega Single Top 100)               | 48     |
| Hà Lan Dance (Mega Dance Top 50)           | 8      |
| New Zealand (Recorded Music NZ)            | 24     |
| Ba Lan (ZPAV)                              | 38     |
| Slovenia (SloTop50)                        | 13     |
| Thụy Điển (Sverigetopplistan)              | 25     |
| Anh Quốc Singles (Official Charts Company) | 24     |
| Hoa Kỳ Billboard Hot 100                   | 60     |
| Hoa Kỳ Dance Club Songs (Billboard)        | 48     |
| Hoa Kỳ Dance/Electronic Songs (Billboard)  | 7      |

| Quốc gia                                                                           | Chứng nhận  | Số đơn vị/doanh số chứng nhận |
| ---------------------------------------------------------------------------------- | ----------- | ----------------------------- |
| Úc (ARIA)                                                                          | 5× Bạch kim | 350.000^                      |
| Áo (IFPI Áo)                                                                       | Bạch kim    | 30.000*                       |
| Bỉ (BEA)                                                                           | Vàng        | 15.000*                       |
| Canada (Music Canada)                                                              | Vàng        | 40.000*                       |
| Đan Mạch (IFPI Đan Mạch)                                                           | Vàng        | 0^                            |
| Đức (BVMI)                                                                         | 2× Bạch kim | 1.000.000‡                    |
| Ý (FIMI)                                                                           | 3× Bạch kim | 90.000‡                       |
| New Zealand (RMNZ)                                                                 | Bạch kim    | 15.000*                       |
| Na Uy (IFPI)                                                                       | 5× Bạch kim | 50.000*                       |
| Tây Ban Nha (PROMUSICAE)                                                           | Vàng        | 20.000*                       |
| Thụy Điển (GLF)                                                                    | 7× Bạch kim | 140.000‡                      |
| Thụy Sĩ (IFPI)                                                                     | Bạch kim    | 30.000^                       |
| Anh Quốc (BPI)                                                                     | Bạch kim    | 600.000^                      |
| Hoa Kỳ (RIAA)                                                                      | —           | 1,354,000                     |
| Streaming                                                                          |             |                               |
| Đan Mạch (IFPI Đan Mạch)                                                           | 3× Bạch kim | 5,400,000^                    |
| Tây Ban Nha (PROMUSICAE)                                                           | Bạch kim    | 8,000,000*                    |
| * Chứng nhận dựa theo doanh số tiêu thụ. ^ Chứng nhận dựa theo doanh số nhập hàng. |             |                               |

## Lịch sử phát hành
| Quốc gia | Ngày                 | Định dạng              | Nhãn đĩa         |
| -------- | -------------------- | ---------------------- | ---------------- |
| Úc       | 9 tháng 10 năm 2013  | Contemporary hit radio | Universal Island |
| Áo       | 28 tháng 10 năm 2013 | Đĩa đơn CD             | PRMD Universal   |
| Đức      | 28 tháng 10 năm 2013 | Đĩa đơn CD             | PRMD Universal   |
| Thụy Sỹ  | 28 tháng 10 năm 2013 | Đĩa đơn CD             | PRMD Universal   |
| Hoa Kỳ   | 18 tháng 11 năm 2013 | Triple A radio         | Universal Island |
| Hoa Kỳ   | 19 tháng 11 năm 2013 | Contemporary hit radio | Universal Island |
| Ý        | 29 tháng 11 năm 2013 | Contemporary hit radio | Universal        |
| Hoa Kỳ   | 10 tháng 12 năm 2013 | Alternative radio      | Universal Island |